# Gózon Gyula

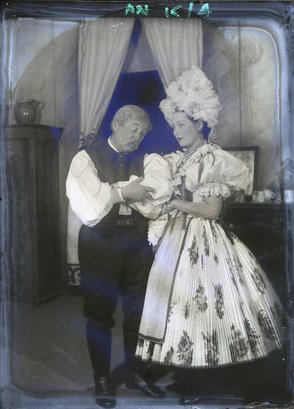
Babay József: Napraforgó. Nemzeti Színház. Gózon Gyula és Somogyi Erzsi

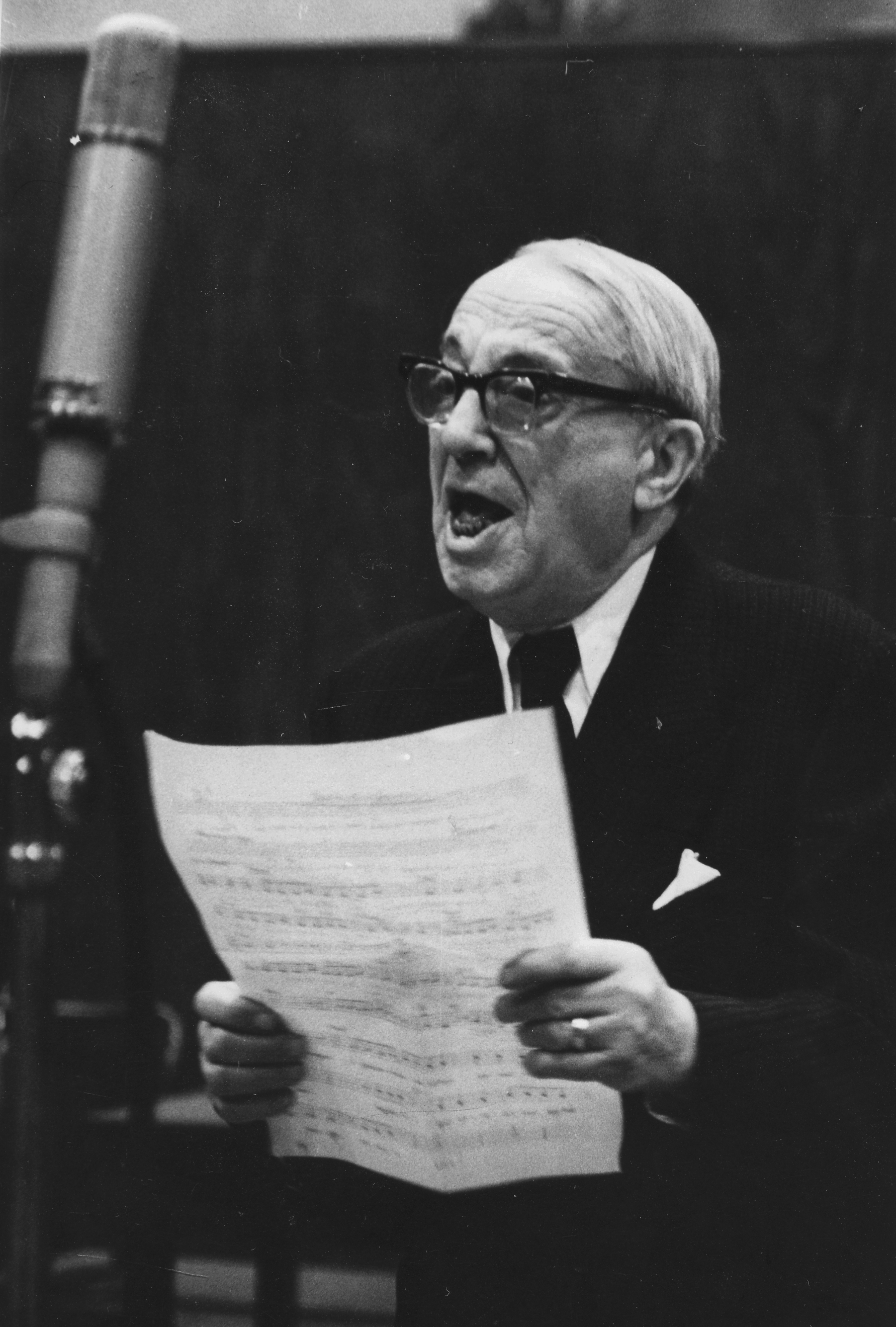
Gózon Gyula a Magyar Rádió stúdiójában (1962)

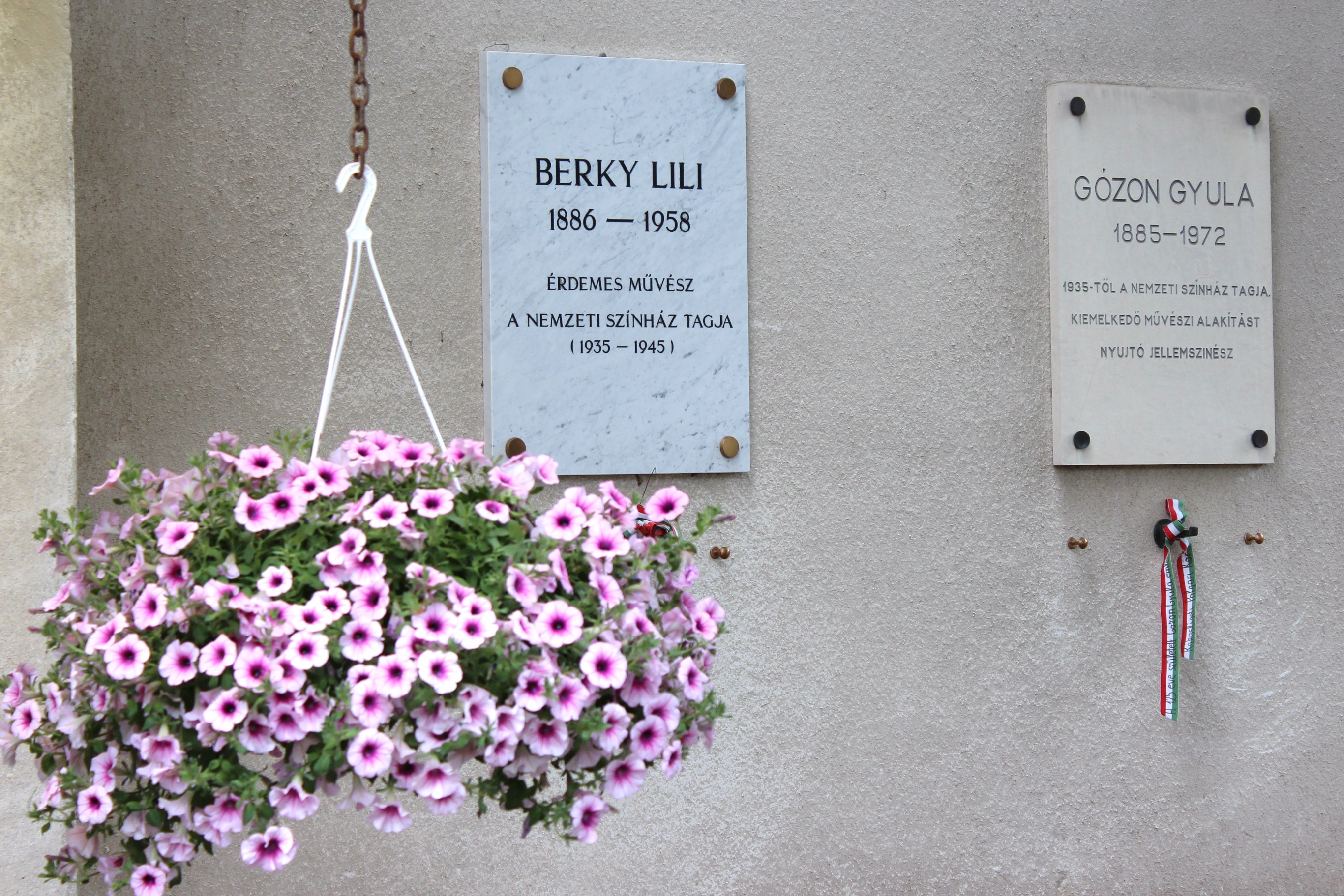
Emléktábla a Gózon-villa falán

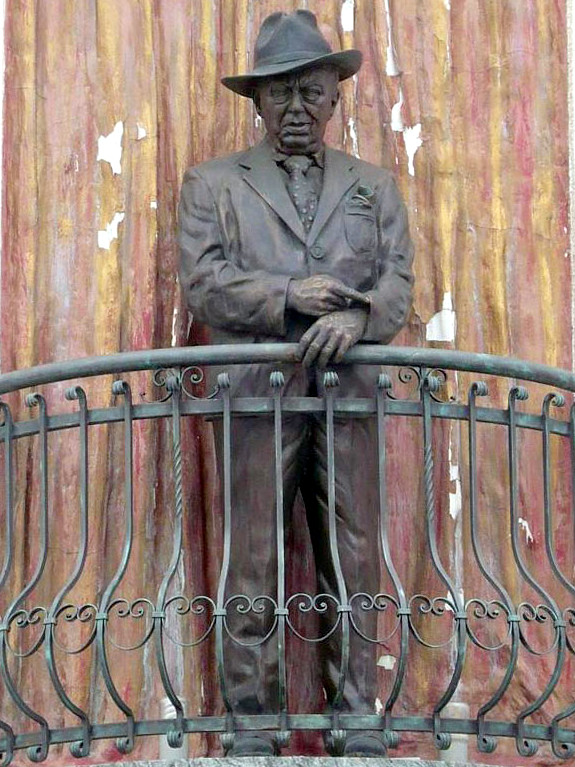
Életnagyságú szobra a rákosligeti Gózon Gyula Kamaraszínház bejárata fölött. Babusa János alkotása

Gózon Gyula, született Groszman (Érsekújvár, 1885. április 19. – Budapest, 1972. október 8.) Kossuth-díjas magyar színész, érdemes és kiváló művész.

## Életpályája
Groszman Simon és Binéter Emília fia. Az Esztergomban élő szülei épp Érsekújvárban, anyai nagyszüleinél tartózkodtak vendégségben, amikor megindult a szülés, így ott született. Az Esztergomban felnövő Gyula fiatalon Rákosi Szidi magán-színiiskoláját végezte el. Pályáját ugyan Nagyváradon kezdte, ismertté akkor vált, amikor Nagy Endre szerződtette kabaréjához Budapestre. Egy évad után jött a Népopera, aztán megint a kabaré, majd 1919-ben a Király Színház tagja lett.
1917. január 30-án a Ferencvárosban vette feleségül Berky Lilit, aki a saját vállalkozásukban megindított Muskátli Kabaré primadonnája volt. A házaspár gyakran lépett fel együtt. 1927-től a Belvárosi Színház, 1929-től az Új Színház tagja lett.
Az operett mellett mindig vonzotta a drámai színjátszás: a Nemzeti Színház először 1935-ben szerződtette. A zsidótörvények őt is leparancsolták a színpadról, majd 1945-ben visszatért a Nemzeti Színházhoz, amelynek élete végéig tagja maradt.
Összesen 90 filmben játszott főszerepet (már a némafilm korában megjelent a vásznon). Filmalakításai méltán növelték népszerűségét. Hattyúdala az „Egy öreg színész emlékei” című írása volt, amely halála előtt nem sokkal, 1972. február-márciusban jelent meg a Nők Lapjában.
Feleségével még 1935-ben vették meg az akkor még Budapest melletti kistelepülésen, Rákosligeten az otthonukat jelentő családi házat, ahol a második világháborút is átvészelték. Gózon majdnem haláláig élt a házban, amelyet csak élete legvégén, az 1970-es évek kezdetén adtak el eltartói, és vették magukhoz, egy lakótelepi panellakás apró zugába, egy szobába.

## Emlékezete
Emlékét egykori rákosligeti otthonán emléktábla, nevét pedig az az utca viseli, melynek sarkán a háza állt. Ezen utca mentén felfelé haladva, egy sportpálya átellenes végében található a szintén róla elnevezett Gózon Gyula Kamaraszínház, melynek bejárata fölött ma egész alakos szobra áll.

## Főbb szerepei
| - Bilitzky kadét (Herczeg Ferenc: A dolovai nábob lánya) - Ferenc reichstadti herceg (Edmond Rostand: A sasfiók) - Szellemfi (Szigligeti Ede: Liliomfi) - Szilvai Tódor (Szigligeti Ede: Liliomfi) - Gobbo (Shakespeare: A velencei kalmár) - Hoffen (Gaal József: A peleskei nótárius) - Lombai (Kisfaludy Károly: Csalódások) - Vackor (Shakespeare: Szentivánéji álom) - Miller zenész (Friedrich Schiller: Ármány és szerelem) - Tschöll papa (Schubert–Berté: Három a kislány) - Koszta Sámuel (Csiky Gergely–Máder Rezső: A nagymama) | - Solmay (Csiky Gergely: Buborékok) - Krüger (Gerhart Hauptmann: A bunda) - Francia király (Kacsóh Pongrác: János vitéz) - Ügyvéd (Móricz Zsigmond: Úri muri) - Trahanache (Ion Luca Caragiale: Az elveszett levél) - Poltáry (Mikszáth Kálmán: A Noszty fiú esete Tóth Marival) - Márki Jenő (Háy Gyula: Az élet hídja) - Viszket Jakab (Urbán Ernő: Tűzkeresztség) - Wang, vízhordó (Bertolt Brecht: Jó embert keresünk) - Tyelegin (Anton Pavlovics Csehov: Ványa bácsi) |

## Filmjei

### Játékfilmek
- A becsapott újságíró (1914 – némafilm
- Böském (1914 – némafilm) – Muskát György, festő és tartalékos főhadnagy
- Őrház a Kárpátokban (1914 – némafilm)
- Lopov kao detektiv (1916 – némafilm)
- A kék bálvány (1931)
- A szép Pongrátzné krinolinja (1931)
- Hyppolit, a lakáj (1931)
- Csókolj meg, édes (1932)
- Tavaszi zápor (1932)
- Egy éj Velencében (1933)
- Mindent a nőért (1933)
- Pardon tévedtem (1933)
- Rákóczi induló (1933)
- Az új rokon (1934)
- Helyet az öregeknek (1934)
- Meseautó (1934)
- Lila akác (1934)
- Ida regénye (1934)
- Az iglói diákok (1934)
- Emmy (1934)
- Márciusi mese (1934)
- Köszönöm, hogy elgázolt (1935)
- Szerelmi álmok (1935)
- Ez a villa eladó (1935)
- Budai cukrászda (1935)
- Édes mostoha (1935)
- Szent Péter esernyője (1935)
- Nem élhetek muzsikaszó nélkül (1935)
- A királyné huszárja (1935)
- A csúnya lány (1935)
- Három sárkány (1936)
- Zivatar Kemenespusztán (1936)
- Mária nővér (1936)
- A titokzatos idegen (1936)
- Lovagias ügy (1937)
- Az ember néha téved (1937)
- Egy lány elindul (1937)
- Az én lányom nem olyan (1937)
- Segítség, örököltem! (1937)
- A Noszty fiú esete Tóth Marival (1938)
- Péntek Rézi (1938)
- Borcsa Amerikában (1938)
- Tizenhárom kislány mosolyog az égre (1938)
- János vitéz (1938)
- Semmelweis (1939)
- A szerelem nem szégyen (1940)
- Sarajevo (1940)
- Zavaros éjszaka (1940)
- Erdélyi kastély (1940)
- Rózsafabot (1940)
- Aranyóra (1945)
- Hazugság nélkül (1945)
- Tanítónő (1945)
- Mesél a film (1946)
- Könnyű múzsa (1947)
- Beszterce ostroma (1948)
- Janika (1949)
- Dalolva szép az élet (1950)
- Becsület és dicsőség (1951)
- Tűzkeresztség (1951)
- Különös házasság (1951)
- Déryné (1951)
- Civil a pályán (1951)
- Állami Áruház (1952)
- Ifjú szívvel (1953)
- Rokonok (1954)
- Én és a nagyapám (1954)
- Fel a fejjel (1954)
- Simon Menyhért születése (1954)
- Különös ismertetőjel (1955)
- A csodacsatár (1956)
- Gerolsteini kaland (1957)
- Pár lépés a határ (1959)
- Tegnap (1959)
- Három csillag (1960)
- Felmegyek a miniszterhez (1961)
- Puskák és galambok (1961)
- Nem ér a nevem (1961)
- Amíg holnap lesz (1961)
- Esős vasárnap (1962)
- Pacsirta (1963)
- Új Gilgames (1963)
- A kőszívű ember fiai 1–2. (1964)
- Aranysárkány (1964)

### Tévéfilmek

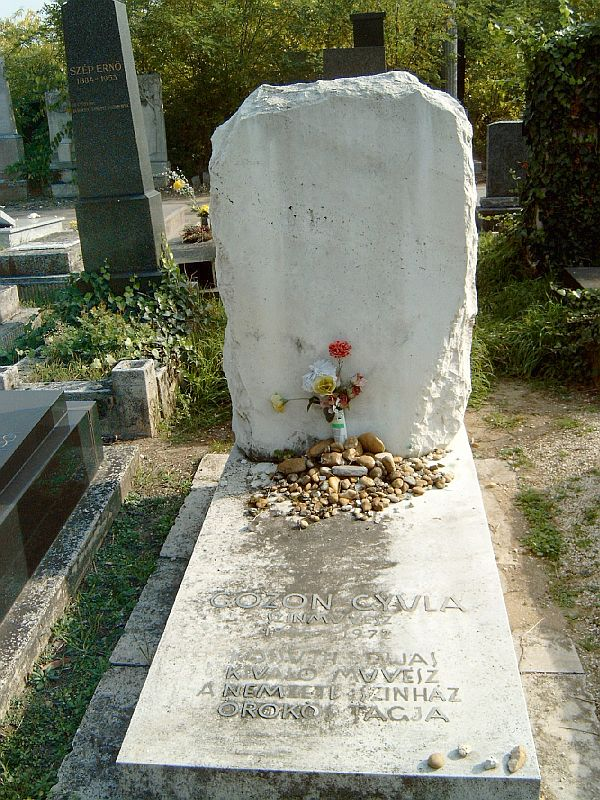
Gózon Gyula sírja Budapesten. Kozma utcai izraelita temető: 5B-9-27 (balra, a háttérben Szép Ernő síremléke áll)

- Nagy filmművészeink – Gózon Gyula (1961, rendező: B. Megyeri Gabriella)
- A pékinas lámpása (1961)
- Az utolsó vacsora (1962)
- Két találkozás (1965)

## Hangjáték, Rádió
- Bibó Lajos: A csodadoktor (1938)
- Tamási Áron: Vitéz lélek (1941)
- Arisztophanész: Madarak (1946)
- Tamási Áron: Hullámzó vőlegény (1947)
- Tamási Áron: Vitéz lélek (1947)
- Abezgous–Brustein: Az elvarázsolt festmény (1949)
- Anatole France: A 64-es (1949)
- Móricz Zsigmond: Rokonok (1950)
- Bokor–Kertész: Vidám brigád (1951)
- Fejér Gábor: A nép nevében (1951)
- Vas Róbert: Habakuk mester fiai (1951)
- Bán Pál–Kállai István: Segíteni nem szégyen (1952)
- Bárány Tamás: Vasból való vár (1952)
- Lontai László: Johanna újra itt van (1952)
- Lukovszkij: Az örök éjszaka titka (1952)
- Mark Twain: Utazás a Nagy Folyón (1952)
- Peterdi Pál: Hódító Vilmos (1952)
- Szergej Antonov: A béke küldötte (1952)
- Anatole France: Crainquebille (1955)
- Kemény Egon–Ignácz Rózsa–Soós László–Ambrózy Ágoston: „Hatvani diákjai” (1955) Rádiódaljáték 2 részben. Bule Lajos, volt pedellus – Gózon Gyula
- Kemény Egon–Gál György Sándor–Erdődy János: „Komáromi farsang” (1957) Daljáték 2 részben. Kajdács Kelemen fogadós, kocsmáros – Gózon Gyula
- Jaroslav Hašek: A Safranek-hagyaték (1958)
- Gyárfás Endre: Egy pillanat gyümölcse (1961)
- Leszkov: Egy kis tévedés (1961)
- Művészpályám – Bikádi György visszaemlékezése (1965)
- A Szabó család (Kanczler Franci)

## Kitüntetései
- Érdemes művész (1951)
- Kossuth-díj (1954)
- Kiváló művész (1955)

## Diszkográfia
- Kemény Egon–Ignácz Rózsa–Soós László–Ambrózy Ágoston: Hatvani diákjai daljáték, CD dupla-album. Breaston & Lynch Média, 2019.
- Kemény Egon–Gál György Sándor–Erdődy János: Komáromi farsang daljáték, CD dupla-album. Breaston & Lynch Média, 2019.